# Stenogobius caudimaculosus
Stenogobius caudimaculosus es una especie de pez de la familia de los Gobiidae en el orden de los Perciformes.

## Morfología
Los machos pueden llegar a alcanzar los 7 cm de longitud total.

## Hábitat
Es un pez de Agua dulce, de clima tropical y demersal.

## Distribución geográfica
Se encuentra en Oceanía: Nuku Hiva (Islas Marquesas ).

## Observaciones
Es inofensivo para los humanos.